# Monnina pubescens
Monnina pubescens är en jungfrulinsväxtart som först beskrevs av Aimé Bonpland, och fick sitt nu gällande namn av Carl Sigismund Kunth. Monnina pubescens ingår i släktet Monnina och familjen jungfrulinsväxter. Inga underarter finns listade i Catalogue of Life.